# Conde de Ribeiro da Silva
Conde de Ribeiro da Silva é um título nobiliárquico criado por D. Luís I de Portugal, por Decreto de 25 de Junho de 1887, em favor de Libânio Ribeiro da Silva, antes 1.º Visconde de Ribeiro da Silva.
Titulares
1. Libânio Ribeiro da Silva, 1.º Visconde e 1.º Conde de Ribeiro da Silva.

Após a Implantação da República Portuguesa, e com o fim do sistema nobiliárquico, usou o título: 
1. Daniel Carlos da Silva de Noronha Feio, 2.º Conde de Ribeiro da Silva, 2.º Visconde de Setúbal.